# Microsorum whiteheadii
Microsorum whiteheadii là một loài dương xỉ trong họ Polypodiaceae. Loài này được A.R. Sm. & Hoshiz. mô tả khoa học đầu tiên năm 2000.
Danh pháp khoa học của loài này chưa được làm sáng tỏ. 